# Морские птицы

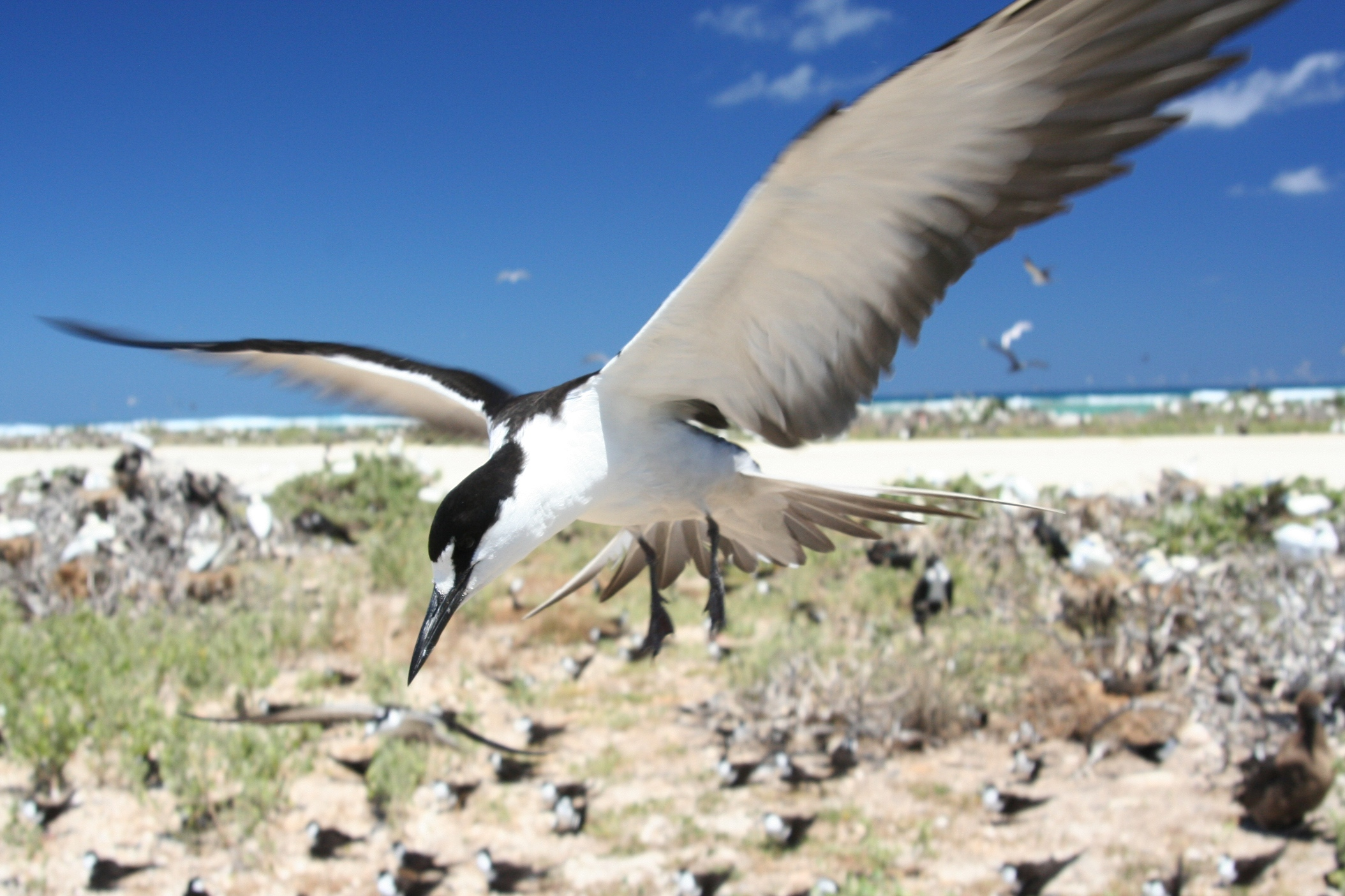
Тёмная крачка (Onychoprion fuscata) способна продержаться в воздухе 3—10 лет, лишь иногда опускаясь на воду

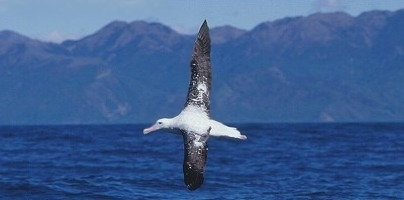
Размах крыльев странствующего альбатроса (Diomedea exulans) может достигать 3,4 м

Морски́е пти́цы — птицы, адаптировавшиеся к жизни в морской среде. Хотя морские птицы значительно отличаются друг от друга как физиологически, так и по поведенческим характеристикам, они часто имеют признаки конвергентного сходства, что говорит об их общей эволюции, схожих экологических проблемах и единой кормовой нише. Наиболее древние морские птицы появились ещё в меловой период, а признаки современных семейств они приобрели в период палеогена.
По сравнению с другими группами птиц морские птицы, как правило, живут дольше, размножаются в более зрелом возрасте, а птенцов выводят меньше, посвящая им значительную часть времени. Большинство морских видов гнездится колониями, численность которых может варьировать от нескольких десятков до нескольких миллионов особей. Многие из них ежегодно мигрируют на значительные расстояния, пересекая экватор, а в некоторых случаях даже совершая кругосветные путешествия. Кормятся птицы как на поверхности моря, так и под водой, а также иногда охотятся друг на друга. Одни виды круглый год проводят на океанических просторах вдали от берегов, другие же живут исключительно на побережье, а третьи определённую часть года вообще проводят вдали от моря.
У человечества длительная история взаимодействия с морскими птицами: они служили ему источником пищи, верным ориентиром для рыбаков и мореплавателей. Однако в результате бесконтрольной человеческой деятельности многие виды этих птиц в настоящее время оказались на грани вымирания, в результате чего были разработаны специальные методы по сохранению биологического наследия.

## Определение
Точного определения относительно того, что какая-то таксономическая группа, семейство или вид является морским, в современной научной классификации не существует; а те, что имеются, в определённой степени находятся под вопросом. В своей книге Biology of Marine Birds орнитологи Элизабет Шрейбер и Джоан Бургер сказали: «единственной общей характеристикой всех морских птиц служит то, что все они кормятся в солёной воде, однако, как и в случае с любым утверждением в биологии, некоторые из них всё же нет». Однако существует определённый консенсус по поводу того, что все пингвины, буревестникообразные, пеликанообразные за исключением змеешеек и некоторые ржанкообразные (такие как поморники, чайковые, крачковые, чистиковые и водорезы) всё же являются морскими. Кроме того, к морским птицам часто относят и плавунчиков (Phalaropus), которые хоть и считаются болотными, но два из трёх видов девять месяцев в году проводят на океанических просторах, пересекая экватор в поисках пищи.
Гагарообразные и поганковые, которые гнездятся на озёрах, а в море улетают только в зимний сезон, морскими обычно не считаются, а скорее классифицируются как водные. Несмотря на то, что в семействе утиных (Anatidae) целое подсемейство крохалиных (Merginae) также зимует в море, по общему согласию эти птицы также обычно не включаются в список морских видов. Многие болотные птицы и цапли также значительную часть времени проводят на морских просторах, обитая вблизи от побережья, но и они по общему мнению морскими не являются.

## Эволюция
Благодаря достаточно большой площади морской акватории с подходящим режимом осадконакопления (мест, где твёрдые частицы легко оседают на дно) сохранилось много ископаемых остатков морских птиц. Наиболее ранние находки относятся к меловому периоду — почти полные скелеты древнего отряда гесперорнисообразных были обнаружены в американском штате Канзас. Эти нелетающие зубастые птицы, в частности похожий на современную гагару вид Hesperornis regalis, неплохо плавали и ныряли подобно поганкам и гагарам. Считается, что Hesperornis оказался тупиковой ветвью эволюции и не оставил после себя потомков, однако и предки современных морских птиц также берут своё начало в меловом периоде. Одним из таких древних видов можно назвать Tytthostonyx glauconiticus, относящийся к буревестникообразным. Позже, в эпоху палеогена, на океанских просторах доминировали ранние буревестники и гигантские пингвины, а также представители двух вымерших семейств — Pelagornithidae, у которых размах крыльев достигал 7,4 метров (Pelagornis sandersi), и Plotopteridae (группа крупных морских птиц, похожих на пингвинов). Расцвет современных родов начался в миоцене, а род настоящих буревестников (куда в частности входят обыкновенный буревестник (Puffinus puffinus) и серый буревестник (Puffinus griseus)) появился ещё раньше, в олигоцене. По всей видимости, наибольшее биоразнообразие морских птиц наблюдалось в позднем миоцене и плиоцене. В конце последней эпохи пищевая цепь (система пищевых связей — поедание одних организмов другими) претерпела значительные изменения ввиду вымирания значительного количества морских обитателей, и в конечном счёте увеличение числа морских млекопитающих привело к уменьшению разнообразия морских птиц.

## Общая характеристика

### Адаптация к морским условиям
У морских птиц наблюдается ряд морфологических особенностей, позволяющих им выживать в море. По строению крыльев можно сказать о том, какую экологическую нишу занимал данный конкретный вид или семейство в своей эволюции; глядя на форму крыла или удельную нагрузку на него, учёный может определить кормовое поведение птицы. Например, длинные крылья наряду с малой удельной нагрузкой присущи пелагическим видам (то есть видам, обитающим на океанских просторах в пелагической зоне, где свет не достигает морского дна), а короткие крылья характерны для ныряющих видов. Такие птицы, как странствующий альбатрос (Diomedea exulans), который способен преодолевать огромные морские расстояния в поисках пищи, во многом утратили способность к активному полёту и напрямую зависят от динамического (при котором энергия получается из перемещения в горизонтальных воздушных потоках с различной скоростью ветра) или наклонного парения. Практически у всех морских птиц лапы перепончатые, что помогает им при передвижении по воде, а в некоторых случаях и при нырянии. У буревестникообразных, в отличие от большинства других птиц, очень хорошо развиты органы обоняния, что позволяет им найти источники пищи, сильно разбросанные на бескрайних просторах океана, и, возможно, указать местонахождение косяков рыб.
Солевые железы, расположенные в голове в области носовой полости, используются для выделения концентрированных растворов хлористого натрия, потребляемых вместе с водой и пищей, а также для регуляции осмотического давления крови и внутриклеточной жидкости.

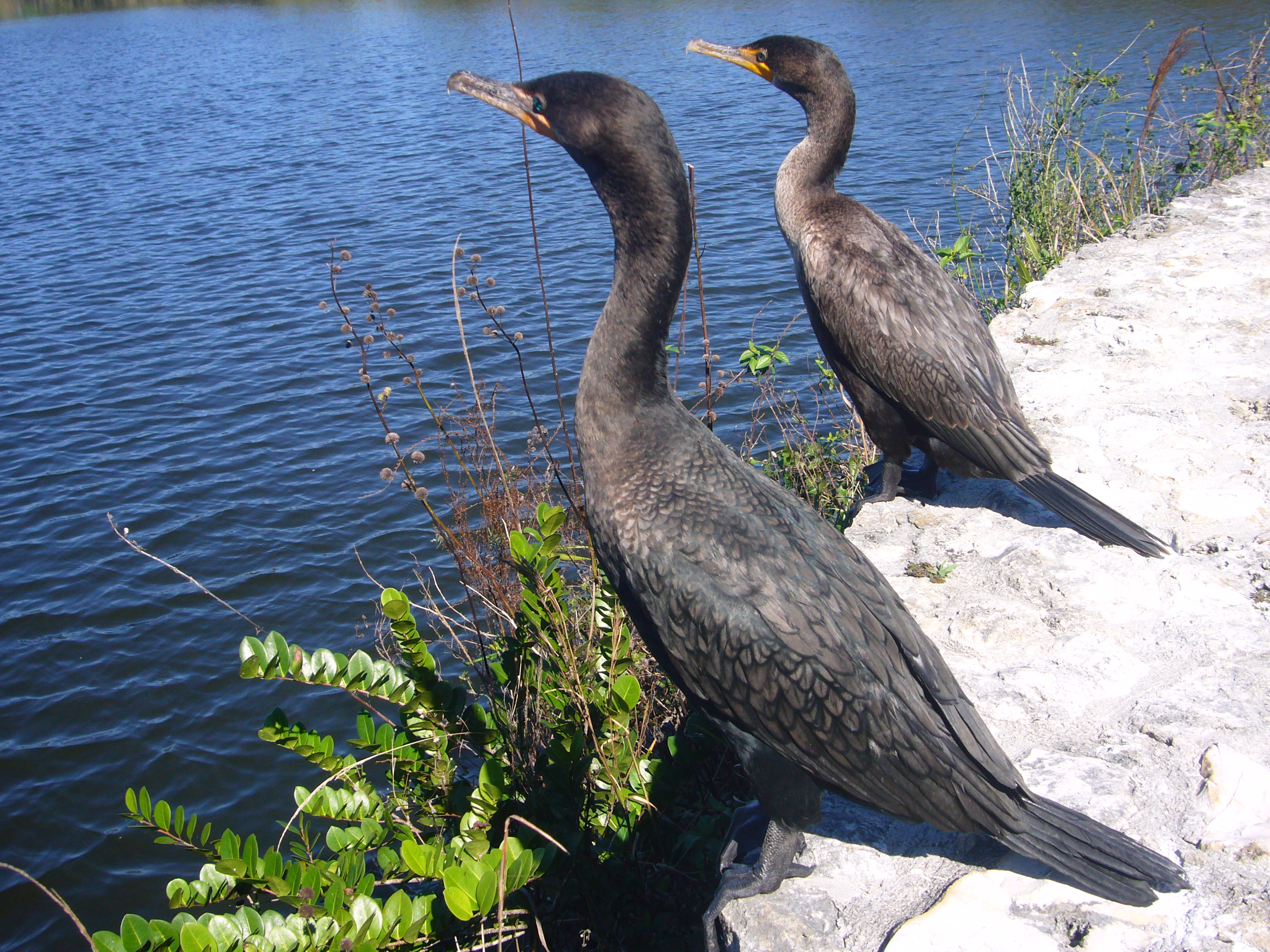
У баклановых, в частности у изображённых ушастых бакланов, оперение частично намокает, что позволяет им нырять на глубину более эффективно.

За исключением баклановых и некоторых крачек, у всех морских птиц оперение обладает водоотталкивающими свойствами. Хотя водозащитное оперение довольно часто встречается и у наземных птиц, у морских видов таких перьев несравнимо больше. Такое густое оперение прекрасно защищает их от намокания, а толстый слой пуха согревает тело. У баклановых же, которые являются превосходными ныряльщиками за рыбой, есть уникальный в своём роде слой перьев, который хоть и намокает, но сохраняет воздушную прослойку — однако гораздо более тонкую, чем у других видов. Такая особенность увеличивает их удельный вес и позволяет дольше находиться под водой, однако также и сохраняет тепло тела при контакте с водой. По сравнению с другими птицами у большинства морских видов оперение менее красочное и, как правило, представляет собой различные вариации чёрного, белого и серого цветов. Лишь у немногих тропических видов и некоторых пингвинов окраска более-менее разноцветная, у остальных же цвет проявляется только на клюве и лапах. Считается, что во многих случаях оперение имеет камуфлированную окраску — как защитную (оперение антарктического приона (Pachyptila desolata), как и военных кораблей, сливает его с поверхностью моря), так и агрессивную (белая грудка многих птиц скрывает их от потенциальных жертв).

### Питание
В процессе эволюции птицы научились добывать себе пищу в морях и океанах, что непременно отразилось на их физиологии и поведении. Используя схожие стратегии при добыче корма и близкие адаптации при решении общих проблем, различные семейства и даже порядки стали обладать конвергентным сходством, то есть общими признаками в результате конвергентной эволюции. Примером такой эволюции можно назвать похожих друг на друга чистиковых и пингвинов, относящихся к различным семействам. В целом учёные различают четыре основные стратегии при добыче корма в морской среде: добыча корма на поверхности, ныряние на глубину с воздуха, подводная охота с помощью преследования и охота за высшими позвоночными животными. В свою очередь, каждая из этих стратегий разделяется на ряд вариаций.

#### Добыча корма на поверхности
Многие морские птицы ищут себе пропитание исключительно на водной поверхности благодаря морским течениям, которые выталкивают криль, рыбу, кальмаров и других морских обитателей на небольшую глубину, где птице достаточно опустить под воду голову.

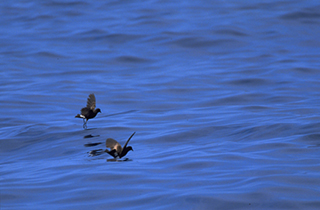
Океанник Вильсона (Oceanites oceanicus) ищет добычу на поверхности воды

Поверхностная охота разделяется на два подхода: охота на лету (например, у тайфунников (Pterodroma), фрегатов и качурок (Hydrobatidae)) и охота на плаву (как это практикуют глупыши (Fulmarus), чайки и многие буревестники). Охота на лету требует особой ловкости движений, которые заключаются либо в попытке схватить лакомство с лёту (как у фрегатов), либо в зависании над водой (как у некоторых качурок). Некоторые из них даже не опускаются на поверхность воды, а например фрегаты с большим трудом могут взлететь снова, окажись они там. Ещё одним семейством птиц, которые не приводняются при охоте, являются водорезовые. Их тактика заключается в том, что они летят близко над поверхностью, опустив в воду своё подклювье. Как только клюв наталкивается на что-либо твёрдое, он моментально закрывается. Эта необычная особенность водорезов отразилась на их морфологии — подклювье у них длиннее надклювья.
Уникальное строение клюва часто наблюдается также и у птиц, охотящихся на плаву. У прионов (Pachyptila) клюв плоский и снабжён специальными пластинками-фильтрами, называемыми ламеллами и выцеживающими планктон. У многих альбатросов и буревестников клюв загнут на конце, что помогает им поймать быстро движущуюся жертву. У чаек, диапазон питания которых довольно широк, клюв имеет более-менее общую структуру.

#### Подводная охота

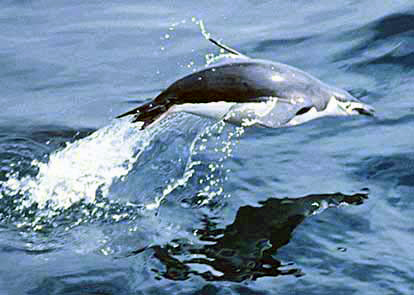
Антарктический пингвин (Pygoscelis antarctica) прекрасно плавает под водой

Подводная охота предполагает более сильное давление (как эволюционное, так и физиологическое), однако в награду значительно увеличивает кормовую базу на ограниченной территории. Поступательное движение под водой может выполняться крыльями (как у пингвинов, чистиковых, ныряющих буревестников (Pelecanoididae)) или лапами (как у баклановых, поганок, гагарообразных и некоторых питающихся рыбой уток). Как правило, ныряльщики с помощью крыльев быстрее тех, которые для этого пользуются лапами. Однако в обоих случаях использование крыльев или ног при движении под водой ограничивает их возможности в других ситуациях: гагарообразные и поганки по земле если и передвигаются, то с трудом; пингвины не умеют летать, а чистиковые хоть и летают, но делают это маломанёвренно и неуклюже. Например, для гагарки (Alca torda) из семейства чистиковых энергии для полёта требуется на 64 % больше, чем для такого же размера буревестнику. Многие буревестникообразные обладают промежуточными характеристиками: по сравнению с типичными ныряльщиками с помощью крыльев их крылья длиннее, однако нагрузка на крыло выше, чем у других охотящихся на поверхности. Это позволяет как нырять на достаточно большую глубину, так и путешествовать на значительные расстояния. Пожалуй, наиболее впечатляющей выглядит тактика подводной охоты у тонкоклювого буревестника (Puffinus tenuirostris), способного в поисках пищи опуститься на глубину до 70 м. Некоторая способность ныряния существует и у некоторых альбатросов: например, дымчатые альбатросы (Phoebetria) погружаются на глубину до 12 м. Из всех морских птиц, охотящихся под водой с помощью крыльев, в воздухе наиболее эффективны альбатросы, и неслучайно среди ныряльщиков они занимают последнее место. Подводные охотники доминируют в полярных и приполярных водах, а в более тёплом климате они энергетически неэффективны. Имея ограниченные способности к полёту, эти птицы не имеют возможности к добыче пропитания на достаточно большой территории, и это особо остро ощущается в сезон размножения, когда голодные птенцы требуют полноценного питания.

#### Ныряние
Олуши (Sula), фаэтоны (Phaethon), некоторые крачковые и бурые пеликаны охотятся за быстро двигающейся жертвой, ныряя в воду с лёту. При этом сопротивление выталкивающей архимедовой силе (увеличенной при помощи пузырьков воздуха между перьями) обеспечивается энергией, накопленной во время полёта. Таким образом, ныряющие птицы тратят меньше энергии по сравнению с подводными охотниками и менее ограничены определённой территорией, что привело их к большему распространению, в частности в тропиках. В целом ныряние считается наиболее адаптированной тактикой добывания корма у морских птиц. Другие птицы, не специализирующиеся на таком способе добычи пропитания (как чайки и поморники) также при случае способны нырять на лету, но делают это менее эффективно и с меньшей высоты. У бурых пеликанов навык погружения вырабатывается только через несколько лет; взрослые птицы ныряют с высоты 20 м над водой и перед ударом о воду приподнимают туловище, чтобы избежать повреждений. Считается, что для ныряльщиков необходима достаточно чистая прозрачная вода для эффективного обозрения с воздуха, однако при их доминировании в тропиках связь между нырянием и чистой водой выглядит неубедительной. Некоторые ныряльщики (также как и некоторые охотники на поверхности) зависят от дельфинов и тунцов, которые выталкивают косяки рыб ближе к поверхности моря.

#### Клептопаразитизм, питание падалью и хищничество
Данная всеобъемлющая категория относится к ещё одной стратегии добывания пропитания, которая поднимается на следующий трофический уровень. Клептопаразитами называют таких птиц (и не только птиц), чья стратегия заключается в отъёме добычи у других птиц. Такой стиль поведения наиболее характерен для фрегатов и поморников, хотя чайки, крачки и другие виды морских птиц также при возможности используют данную практику. Ночное гнездение некоторых морских птиц часто объясняют защитой от возрастающего пиратства в светлое время суток. Считается, что клептопаразитизм не играет ключевой роли в поведении любого вида, а является лишь дополнительным способом добывания корма наряду с охотой. Исследование, проведённое орнитологами в отношении большого фрегата (Fregata minor), ворующего пищу у голуболицой олуши (Sula dactylatra) показало, что фрегаты за счёт клептопаразитизма способны до 40 % обеспечить себя пропитанием, но в среднем эта цифра составляет только 5 %. Многие виды чаек и других морских птиц, такие как северный гигантский буревестник (Macronectes halli), при случае питаются падалью — другими погибшими птицами или млекопитающими. Падальщиками также являются некоторые виды альбатросов — анализ проглоченных кальмаров показал, что некоторые из них оказались слишком крупными, чтобы быть пойманными живьём. Кроме того, в желудках альбатросов оказались виды, которые скорее всего были им недоступны ввиду разного ареала. Некоторые морские птицы, такие как чайки, поморники и южные гигантские буревестники (Macronectes giganteus) охотятся за яйцами, птенцами и даже за небольшими особями других морских птиц в местах массовых гнездящихся колоний.

### Жизненный цикл
Жизненный цикл морских видов значительно отличается от птиц, живущих на материке. Согласно теории r/K-отбора (научная теория, описывающая два типа популяционных стратегий: r-стратегия «стремится» к максимальному использованию ресурсов вещества и энергии за счёт высокой скорости роста численности, а K-стратегия обычно находится в состоянии равновесия со своими ресурсами) морские птицы привержены K-стратегии, живут гораздо дольше (в целом 12-60 лет), плодиться начинают позже (вплоть до 10 лет) и в воспитание потомства вкладывают больше сил. У большинства видов кладка яиц происходит только один раз в год в случае, если до этого кладка не закончилась неудачей (бывают и исключения, как у алеутского пыжика (Ptychoramphus aleuticus)), а также во многих случаях ежегодно откладывается только одно яйцо (например, буревестникообразные и олушевые).

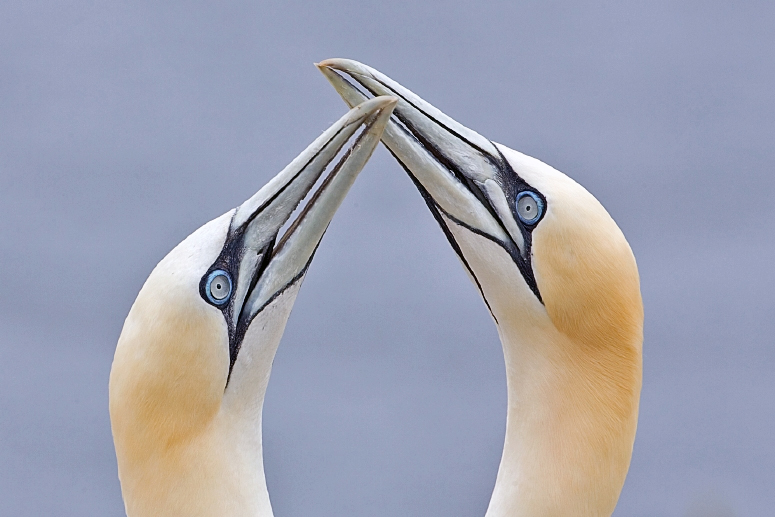
В процессе ухаживания северные олуши (Morus bassanus) трутся друг об друга клювами

Процесс выкармливания и воспитания птенцов — один из самых длительных среди всех птиц и может продолжаться до шести месяцев. Например, уже вставшие на крыло птенцы тонкоклювой кайры (Uria aalge) ещё несколько месяцев проводят в море вместе со своим отцом. У фрегатов забота о потомстве занимает рекордное среди всех птиц время: птенцы начинают летать только через 4-6 месяцев и ещё в течение 14 месяцев продолжают получать помощь от родителей. У некоторых видов столь длительный процесс размножения привёл к тому, что птицы начинают гнездиться только раз в два года. Такой жизненный цикл скорее всего сформировался благодаря специфическим условиям жизни в море: рассеянной кормовой базе, частым неудачным попыткам воспроизвести потомство из-за погодных условий и относительно малому (по сравнению с наземными видами) количеству хищников.
У всех морских видов птиц, за исключением плавунчиков, оба родителя ухаживают за потомством, а пары обычно сезонно моногамны. Это происходит потому, что птенцы требуют большого внимания, а поиски еды могут происходить на значительном расстоянии от гнезда. У чайковых, чистиковых, пингвинов и других морских птиц пары сохраняются в течение нескольких сезонов, а у многих буревестникообразных и в течение всей жизни. У альбатросов и буревестников, чьи пары сохраняются на всю жизнь, процесс ухаживания может длиться несколько лет, прежде чем пара окончательно сформируется и произведёт потомство. У альбатросов ухаживание сопровождается характерными брачными танцами.

### Размножение и колонии

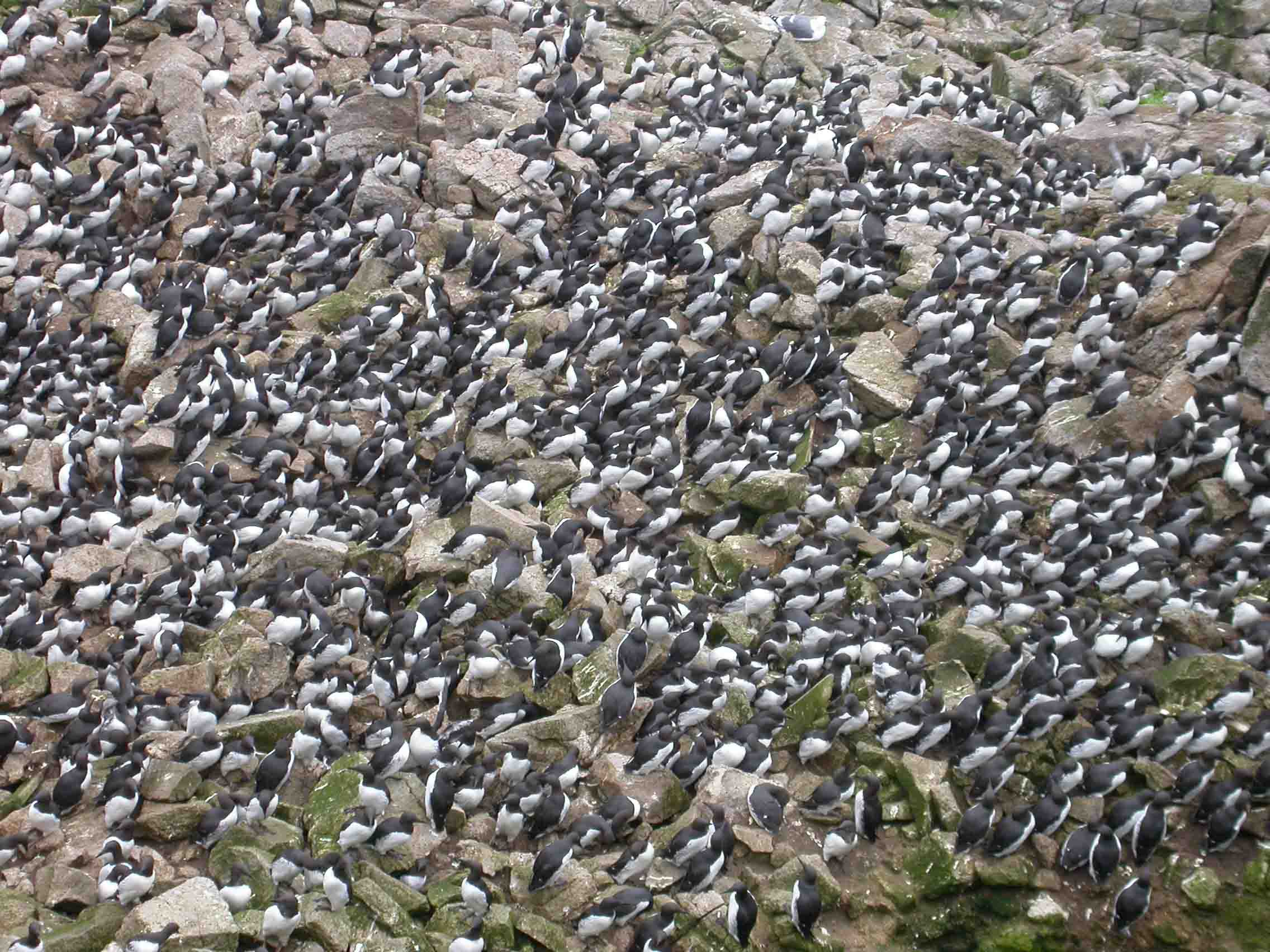
Тонкоклювые кайры (Uria aalge) гнездятся большими колониями на прибрежных скалах

95 % всех морских птиц размножаются в колониях, размер которых может достигать рекордных среди птиц величин и представлять собой впечатляющее природное зрелище. Колонии, включающие в себя свыше миллиона птиц, встречаются как на широте тропиков (например, в районе острова Рождества в Тихом океане), так и за полярным кругом (как в Антарктиде). В колонии птицы собираются исключительно с целью размножения, в остальное время они могут скапливаться в большом количестве только в местах большой концентрации корма.
Сами по себе колонии значительно отличаются друг от друга. Плотность гнездовий бывает как довольно низкой (как у альбатросов), так и очень высокой (как у кайр и чистиков). Чаще всего в пределах одной колонии гнездятся несколько видов птиц, иногда занимающих различные экологические ниши. Гнёзда могут устраиваться на деревьях (в случае их наличия), на земле (иногда гнезда как такового может и не быть), на скалах, в скалистых пещерах или земляных норах. Конкуренция за место может быть очень высокой как среди птиц одного вида, так и у разных видов. Например, более агрессивная тёмная крачка (Onychoprion fuscata) может вытеснить других птиц с наиболее удобных насиженных мест. Чтобы уменьшить конкуренцию с более агрессивным клинохвостым буревестником (Puffinus pacificus), тропический бонийский тайфунник (Pterodroma hypoleuca) предпочитает гнездиться в зимнее время года. Как только начинается летний сезон размножения у клинохвостого буревестника, он уничтожает птенцов тайфунника и занимает его норы.
Многие морские птицы демонстрируют удивительную привязанность к одному и тому же месту, ежегодно возвращаясь в ту же самую нору, гнездо или район в течение многих лет; и они решительно охраняют это место от соперников. Такое поведение улучшает рождаемость, даёт возможность одним и тем же самцу и самке совокупиться снова и сокращает время на поиски нового места для гнезда. Достигшие половой зрелости птицы также стараются устроить своё первое гнездо недалеко от места, где вылупились сами. Такая тенденция, известная в научной среде как филопатрия, довольно сильно развита у многих видов: например, исследование, проводимое в отношении темноспинного альбатроса (Phoebastria immutabilis) пришло к выводу, что расстояние между гнездом птенца и его первым собственным гнездом в среднем составляет 22 м. Другое исследование, на этот раз проведённое в районе Корсики в отношении пёстрого атлантического буревестника (Calonectris diomedea), выяснило что 9 из 61 птенцов мужского пола, вернувшихся в свою родную колонию, воспроизвели своё первое потомство в той же самой норе, где и вылупились сами; а двое из них совокупились со своей собственной матерью.
Как правило, колонии устраиваются на островах, скалах или в высокогорье, недоступных для наземных хищных млекопитающих. Считается, что это даёт дополнительную защиту морским птицам, которые на земле часто ведут себя довольно неуклюже. В общем случае колонии вообще часто создаются видами, которые не охраняют свою собственную кормовую территорию (например, у стрижей, имеющих широкий кормовой диапазон) — может быть поэтому такое поведение очень часто встречается у морских птиц. Ещё одним возможным преимуществом колоний является то, что они выступают в роли информационного центра, когда направляющиеся в море в поисках корма птицы могут определить местонахождение косяков рыб и другой кормовой базы по направлению возвращающихся с добычей птиц того же вида. У колоний имеются и свои недостатки: они могут стать источником массовой эпидемии, привлечь внимание хищников, главным образом других птиц.

### Миграция

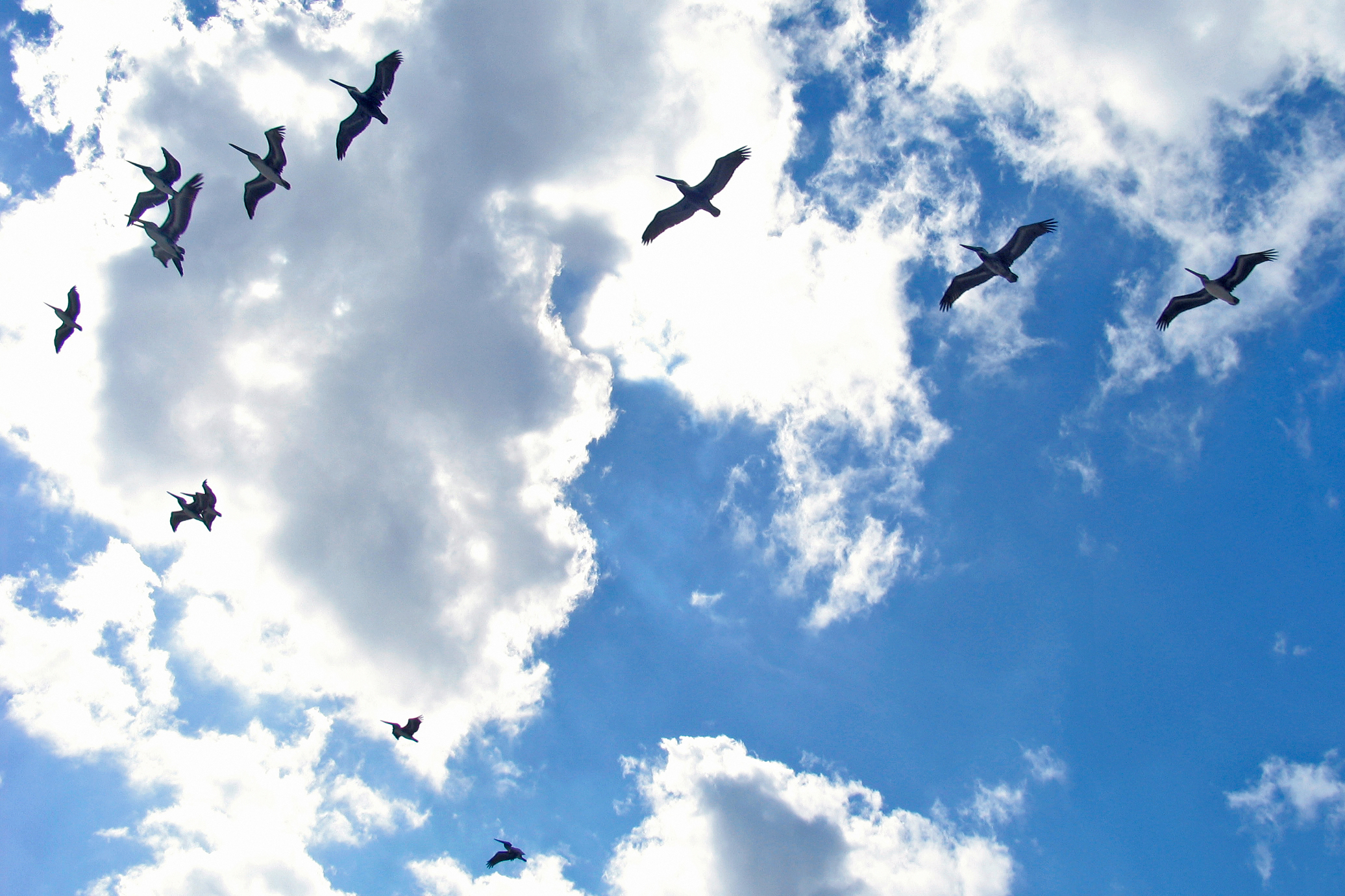
Стая перелётных пеликанов летит над Гаванским заливом. Эти птицы ежегодно мигрируют с побережья Северной Америки на Кубу

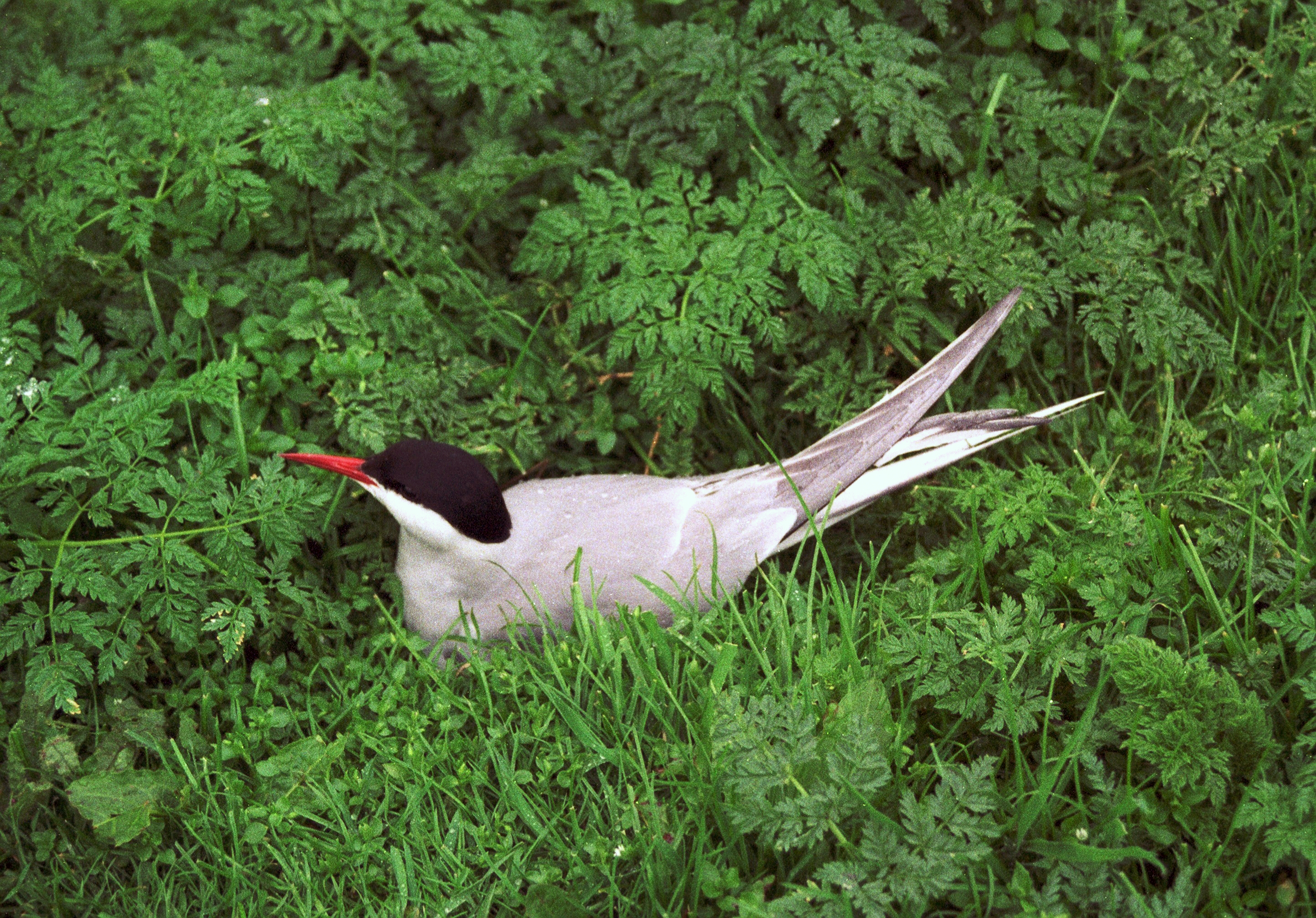
Полярная крачка (Sterna paradisaea) гнездится в арктических и субарктических регионах северного полушария, а зиму проводит в Антарктиде.

Часто морские птицы, как и птицы вообще, ежегодно совершают сезонные миграции. Абсолютным рекордсменом по дальности перелёта является полярная крачка (Sterna paradisaea), которая летом гнездится в арктической и субарктической зоне северного полушария, после чего пересекает экватор и зимует в южном полушарии в районе Антарктиды. Другие виды также совершают трансэкваториальные прогулки, как с севера на юг, так и с юга на север. Популяция элегантной крачки (Thalasseus elegans) в районе Нижней Калифорнии в Мексике по окончании сезона размножения раздваивается: часть птиц вылетает на север в район побережья центральной Калифорнии в США, а другая часть летит на юг к берегам Перу и Чили, где кормится в перуанском океанском течении. Серый буревестник (Puffinus griseus) в год совершает путь около 64 тыс. км, гнездясь в районе Новой Зеландии и Чили, а холодную часть года в южном полушарии проводя на севере Тихого океана в районе Аляски, Японии и северной Калифорнии, где в это время лето.
Другие перелётные птицы проделывают более короткие маршруты, их распространение в океане в основном зависит от наличия источников питания. Если в каком-либо регионе условия недостаточные, птицы перемещаются в районы с более благоприятными условиями, а молодые особи иногда делают это перманентно. Только встав на крыло, повзрослевшие птенцы часто рассеиваются дальше взрослых особей, а диапазон их распространения зачастую более широк. У некоторых птиц, как у чистиковых, определённого района зимовки не существует, но они дрейфуют на юг с приходом холодов. Другие виды, такие как качурки (Hydrobatidae), ныряющие буревестники (Pelecanoides) и баклановые (Phalacrocoracidae) не мигрируют вовсе, оставаясь поблизости от колоний круглый год.

### На суше
Хотя определение морских птиц предполагает, что они проводят свою жизнь исключительно в океане, во многих семействах есть виды, которые часть своего годового цикла, а иногда и большую его часть, проводят в стороне от моря. И что более удивительно, многие виды гнездятся в десятках, сотнях и даже тысячах километрах от побережья. Некоторые птицы всё же вылетают в поисках корма в море: например, снежный буревестник (Pagodroma nivea), гнёзда которого находят в 500 километрах от берега в Антарктиде, просто не в состоянии найти себе пропитание в этом районе. Азиатский длинноклювый пыжик (Brachyramphus marmoratus) свои гнёзда строит в перестойном лесу на ветвях огромных хвойных деревьев. Калифорнийская чайка (Larus californicus) гнездится на внутренних озёрах, а в зимнее время вылетает на побережье. У некоторых видов баклановых, пеликанов, чаек и крачковых встречаются отдельные особи, которые вообще никогда не бывают в море, а свою жизнь проводят на озёрах, реках, болотах и, в случае чаек, в городах и на сельскохозяйственных угодьях. В таких случаях говорят, что эти наземные и пресноводные птицы эволюционировали от своих морских предков. У некоторых морских птиц, главным образом гнездящихся в тундре поморников и плавунчиков, часть миграции происходит над сушей.
Некоторые типично морские виды, такие как буревестники, чистиковые и олуши, временами случайно залетают вглубь материков. Чаще всего это случается с молодыми неопытными птицами, но иногда в случае крупного шторма большое количество терпящих бедствие птиц ищет себе укрытие на суше.

## Взаимодействие с человеком

### Морские птицы и рыболовство
Морские птицы долгое время ассоциировались с мореплавателями и рыбаками, и обе эти группы сталкивались с преимуществами и недостатками такого соседства.
Рыбаки традиционно использовали птиц в качестве ориентира при поиске косяков рыб, отмелей с рыбными ресурсами и потенциальных подходов к берегу. Известно, что древние полинезийцы использовали известную связь морских птиц с берегом для нахождения крошечных участков суши в Тихом океане. Вдали от дома рыбаки питались птицами и использовали их в качестве наживки. Более того, привязанные за верёвку бакланы напрямую могли быть использованы для рыбной ловли. Гуано (разложившийся естественным образом помёт) из птичьих колоний используется рыбаками в качестве удобрения лежащих у побережья полей.
Среди негативных эффектов для рыболовства главным образом имеет смысл назвать торможение развития аквакультуры (культивирования водных организмов), так как искусственно собранная в одном месте рыба непременно привлекала птиц. Кроме того, рыбаки, ловящие рыбу на крючковую снасть, сталкивались с воровством наживки. Имеются и доказательства того, что в некоторых случаях морские птицы способствовали истощению морских запасов, однако эффект от такого ущерба выглядит гораздо меньше, чем аналогичный ущерб от морских млекопитающих или хищных рыб наподобие тунца.

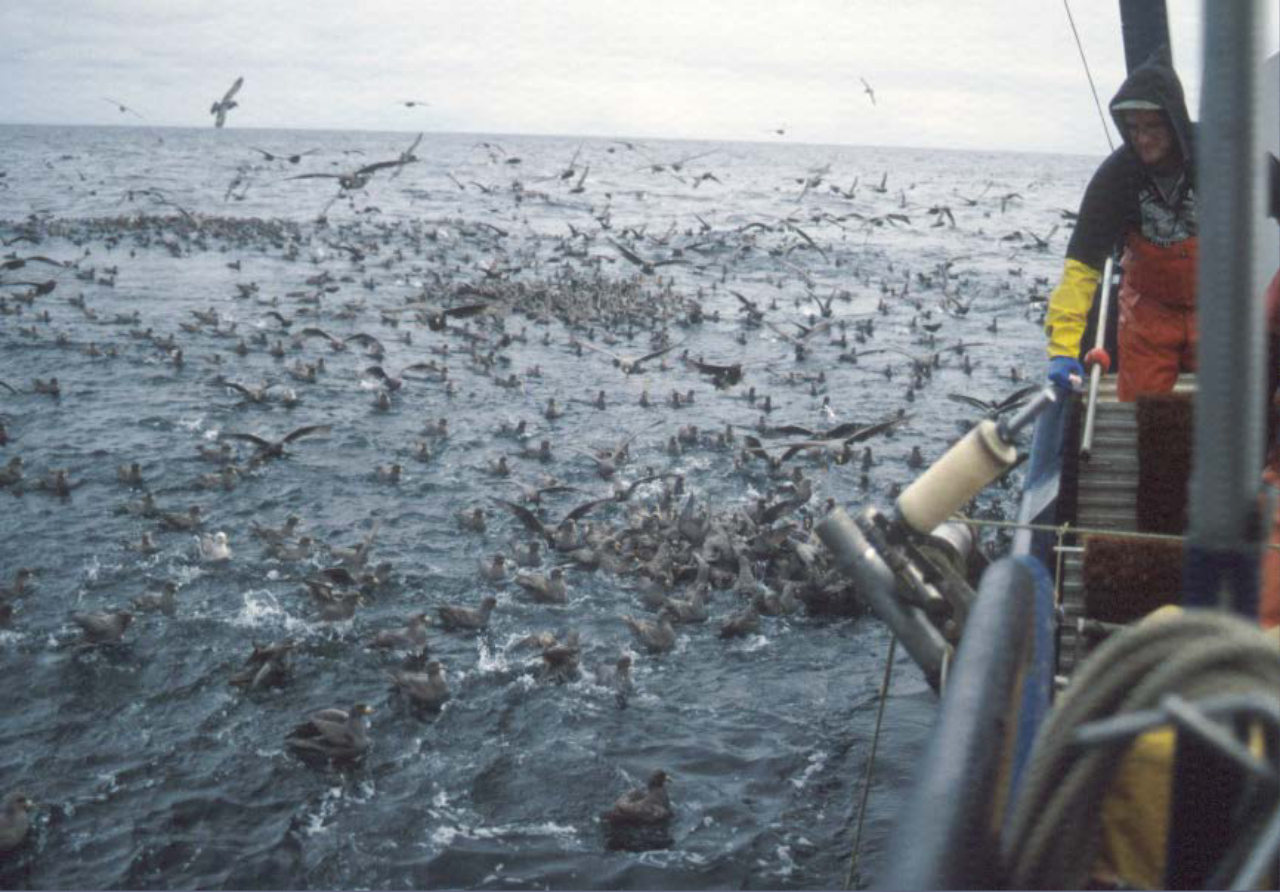
Морские птицы (в основном глупыши (Fulmarus glacialis)) кормятся возле рыболовецкого судна

С другой стороны, некоторые виды морских птиц также получают преимущество от взаимодействия с рыбаками, в частности, потребляя в пищу выброшенную рыбу и потроха. Например, такие отбросы составляют до 30 % всего рациона птиц в Северном море, а для некоторых популяций эта цифра возрастает до 70 %. Результатом такого взаимодействия может стать изменение численности птиц: например, распространение глупыша (Fulmaris glacialis) на Британских островах приписывают именно развитому рыболовству. От наличия отбросов больше всего преимуществ получают охотники на поверхности моря, такие как олуши и буревестники; а для подводных охотников наподобие пингвинов они могут причинить ущерб.
Рыболовство само по себе может стать источником угроз для некоторых видов птиц, в частности, для долго живущих и медленно размножающихся альбатросов, и эта проблема вызывает возрастающий интерес экологов. Кроме потери кормовой базы при чрезмерном лове рыбы эти птицы могут столкнуться с гибелью в рыболовных снастях: например, ежегодно 100 тыс. альбатросов попадаются на крючок с наживкой при ярусном лове на тунца либо гибнут в дрифтерных сетях. В общем случае каждый год в результате схожих обстоятельств погибают сотни тысяч птиц, и особую озабоченность вызывают редкие виды (например, численность короткохвостых альбатросов составляет в мире всего около 1000 особей).

### Использование
Охота на птиц и употребление в пищу их яиц способствовали значительному снижению численности многих видов, а в некоторых случаях, как это произошло с бескрылой гагаркой (Pinguinus impennis) и стеллеровым бакланом (Phalacrocorax perspicillatus), к их полному вымиранию. Случаи охоты живущих на побережье людей на морских птиц были известны во все времена; наиболее раннее дошедшее до нас свидетельство относится к периоду примерно 5000 лет до н. э.: в ходе археологических раскопок холмов, образованных из отбросов первобытного человека на юге Чили, были обнаружены остатки альбатросов, бакланов и буревестников. Сокращение природного биоразнообразия происходило во многих регионах планеты: например, по крайней мере 20 видов птиц из 29, некогда гнездившихся в районе острова Пасхи, исчезли из этих мест. В XIX веке охота на морских птиц с целью получения жира и перьев для дамских шляпок достигла промышленных масштабов. Одной из крупных отраслей промышленности в Новой Зеландии и Тасмании стало собирание цыплят буревестников. На Фолклендских островах стали уничтожать сотни тысяч пингвинов в год с целью получения жира. Долгое время источником пропитания для дальних мореплавателей служили птичьи яйца. Яйцами также питались и жители побережья, недалеко от которых основались птичьи колонии: например, охотники за яйцами из Сан-Франциско в середине XIX века ежегодно добывали полмиллиона яиц с Фараллоновых островов — с того времени численность птиц в этом районе ещё окончательно не восстановилась.
Охота на птиц и за их яйцами продолжается и сегодня, хотя и не в таких масштабах, как прежде, и под контролем. Например, аборигены племени маори с острова Стьюарт близ Новой Зеландии, как и столетия назад, продолжают охотиться за птенцами серого буревестника (Puffinus griseus) своим традиционным способом, известным как каитиакитанга (англ. kaitiakitanga) ради получения хорошего урожая. Однако в последние годы совместно с сотрудниками Университета Отаго изучают популяции этих птиц. Другим примером может служить Гренландия, где бесконтрольная охота за морскими птицами привела к резкому сокращению популяции многих видов.

### Другие угрозы

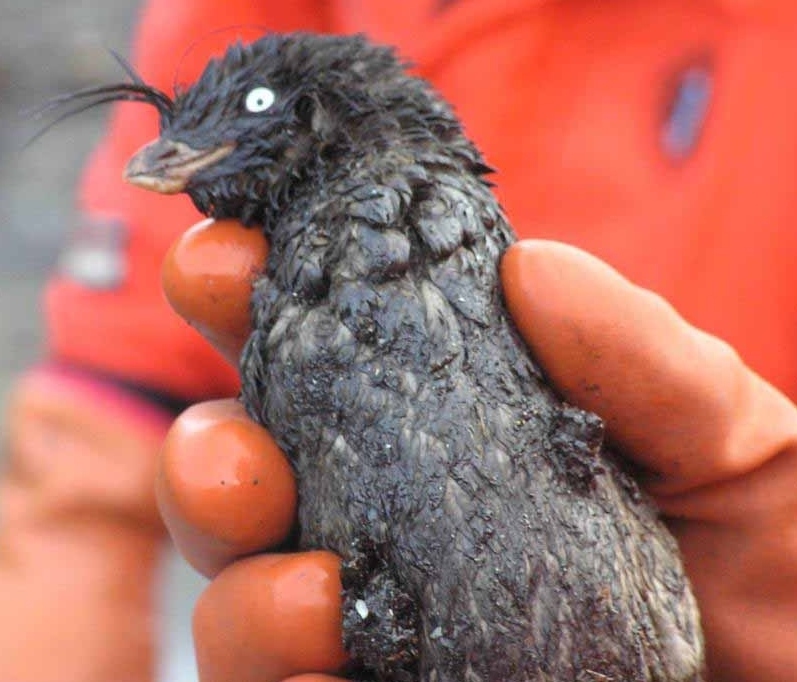
Эта большая конюга (Aethia cristatella) стала жертвой разлива нефти на Аляске в 2004 г.

Кроме собственно уничтожения морских птиц, другие антропогенные факторы также приводят к уменьшению численности и даже вымиранию многих видов, колоний и популяций. Среди таких факторов наибольшую опасность представляют так называемые интродуцированные виды (то есть виды, изначально несвойственные данной территории и так или иначе завезённые туда человеком). Морские птицы, живущие на маленьких островах, во многом утратили свою способность защищаться от хищников. Одичавшие кошки охотятся на птиц и способны поймать жертву размером с альбатроса, многие интродуцированные грызуны, такие как малая крыса (Rattus exulans), поедают яйца птиц, спрятанные в норах. Козы, крупный рогатый скот, зайцы и другие травоядные животные поедают растительность, в которой скрываются птичьи гнёзда. Причиной беспокойства могут стать даже добропорядочные туристы, которые, вспугивая в колонии стаи птиц, оставляют беззащитных птенцов на съедение хищникам.
Беспокойство также вызывают токсины и загрязнение окружающей среды. Будучи высшими хищниками, многие виды прежде страдали от разрушительного действия ДДТ до тех пор, пока его применение не было запрещено. Кроме того, ДДТ вызывал проблемы эмбрионального развития и исказил соотношение между полами у чайки Larus occidentalis в южной Калифорнии. Существенную угрозу для морских птиц представляет утечка нефтяных продуктов из танкеров: нефть пропитывает перья птиц, в результате чего те теряют водонепроницаемость. Загрязнение нефтью в основном угрожает видам с ограниченным ареалом и уже ослабшим популяциям.

### Охрана
Угрозы, с которыми столкнулись морские птицы, не оставили без внимания учёных-орнитологов и экологические организации. Ещё в 1903 году президент США Теодор Рузвельт выступил с предложением объявить о. Пеликанов у побережья Флориды национальным заповедником с целью сохранения птичьих колоний, в том числе и гнездящегося бурого пеликана, а в 1909 году встал на защиту Фараллоновых островов у берегов Калифорнии. Сегодня многие птичьи колонии, такие как о. Херон в Австралии или о. Триангл (англ. Triangle Island) в Британской Колумбии так или иначе находятся под охраной национальных законодательств.
В результате специальных проектов по восстановлению природного наследия на островах постепенно выводятся экзотические интродуктивные виды, вытесняющие родную флору и фауну. Например, о. Вознесения в Атлантическом океане был полностью очищен от одичавших кошек, с Алеутских островов были вытеснены песцы, на о. Кэмпбелл в Тихом океане уничтожены крысы. В результате этих мероприятий многие виды птиц, ранее находившиеся под давлением, а в некоторых случаях и исчезнувшие с определённых территорий, повысили свою популяцию. На о. Вознесения птицы начали гнездиться снова спустя сотни лет.
Смертность птиц в результате попадания в сети может быть значительно снижена более щадящими рыболовными технологиями, такими как использование наживки в ночное время и на глубине, утяжеление груза на лесках и использование специальных отпугивателей. Международный запрет на использование дрифтерных рыболовных сетей также способствует уменьшению смертности среди птиц и других обитателей моря.
Одним из британских проектов тысячелетия стало основание в 2000 году Шотландского Центра по изучению морских птиц (англ. Scottish Seabird Centre) на островах Басс-Рок, Фидра и ряда других. Эти территории являются родным домом для огромных колоний олушей, тупиков (Fratercula), поморников и других птиц. Для посетителей предлагаются видеопрограммы, рассказывающие о птицах, об их угрозах и мерах по предохранению. Доходы от туризма направляются как для поддержки местных общин, так и на природоохранные нужды. Известно, что например колонию королевского альбатроса (Diomedea sanfordi) на мысе Тайароа (Taiaroa Head) в Новой Зеландии посещают порядка 40 тыс. посетителей в год.
Многочисленные общественные организации, такие как BirdLife International и Королевское общество защиты птиц (англ. Royal Society for the Protection of Birds) обратили внимание рыбаков на тяжёлое положение альбатросов и других крупных морских птиц, в которое они попали в связи с чрезмерным уловом рыбы. В результате этих усилий было подписано международное Соглашение об охране альбатросов и буревестников (англ. Agreement on the Conservation of Albatrosses and Petrels), которое на момент 2006 года подписали 8 государств (Австралия, Великобритания, Испания, Новая Зеландия, Перу, Франция, Эквадор и Южно-Африканская Республика).

### Птицы в культуре

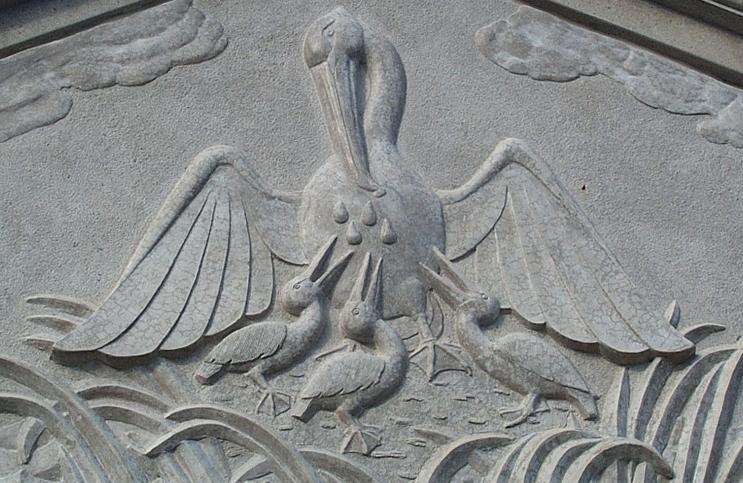
Рельеф с изображением самки пеликана, выпускающей кровь, чтобы накормить своих птенцов.

Многие морские птицы недостаточно изучены или о них почти ничего неизвестно, так как они обитают далеко в океане и гнездятся в изолированных колониях. Однако некоторые птицы, такие как альбатросы, буревестники и чайки, стали в народе очень популярными. В частности, альбатросов называют «самой легендарной птицей»: с ними связано множество мифов и легенд. Даже в наши дни многие верят, что причинение вреда альбатросу может принести несчастье, хотя это поверье пошло из наиболее известной поэмы английского поэта-романтика Сэмуэла Кольриджа «Поэма о старом моряке», в которой моряка ждёт наказание судьбы за то, что он убивает считающегося добрым предзнаменованием альбатроса и вешает его труп себе на шею.
В русском языке многие легенды и литературные произведения связаны с буревестником. Само его название говорит о его особенности во время шторма прятаться на побережье, что издавна служило погодным ориентиром для рыбаков. Вот как аллегорически описывает эту птицу Максим Горький в своей «Песне о Буревестнике»:

«Над седой равниной моря ветер тучи собирает.

Между тучами и морем гордо реет Буревестник, чёрной молнии подобный. 

То крылом волны касаясь, то стрелой взмывая к тучам,

Он кричит, и — тучи слышат радость в смелом крике птицы».

Наиболее близко люди знакомы с чайками, которые давно прочно обосновались в густонаселённых городах и на мусорных свалках. Кроме того, людям хорошо знаком их безбоязненный характер. По этим причинам эти птицы прочно вошли в культуру многих народов: их изображают в качестве метафоры (как например в повести-притче «Чайка по имени Джонатан Ливингстон» Ричарда Баха) или чтобы показать близость моря (например, во «Властелине колец» Дж. Р. Р. Толкина чайки изображены на знаках Гондора).
Среди других птиц можно отметить пеликанов, которые благодаря мифам западных христиан долгое время ассоциировались с альтруизмом.
Пингвины являются излюбленными героями мультфильмов. Они играют важные роли в первой и второй части мультфильма «Мадагаскар», мультфильмах «Делай ноги» и «Лови волну».

## Систематика
Обычно следующие группы птиц классифицируют как морские:
Пингвинообразные (Sphenisciformes) — Антарктида и моря Южного полушария; 16 видов
- Пингвиновые (Spheniscidae)

Буревестникообразные (Procellariiformes) — океанические и пелагические виды; 93 вида
- Альбатросы (Diomedeidae)
- Буревестники (Procellariidae)
- Ныряющие буревестники (Pelecanoididae)
- Качурки (Hydrobatidae)

Пеликанообразные (Pelecaniformes) — во всём мире; 57 видов
- Пеликановые (Pelecanidae)
- Олушевые (Sulidae)
- Баклановые (Phalacrocoracidae)
- Фрегаты (Fregatidae)
- Фаэтоновые (Phaethontidae)

Ржанкообразные (Charadriiformes) — во всём мире; 305 видов
- Поморники (Stercorariidae)
- Чайковые (Laridae)
- Водорезовые (Rhynchopidae)
- Чистиковые (Alcidae)